# Storting
El Storting o Parlamento de Noruega (en noruego, Stortinget pronunciado /ˈstûːʈɪŋə/, literalmente «la Gran Asamblea») es el órgano legislativo de Noruega, establecido en 1814 por la Constitución de Noruega y tiene su sede en Oslo. El parlamento unicameral tiene 169 miembros y se elige cada cuatro años sobre la base de la representación proporcional de listas de los partidos en once circunscripciones con múltiples escaños. Un miembro del Stortinget se conoce en noruego como stortingsrepresentant, literalmente "representante del Storting". El edificio del parlamento fue completado en 1866 y fue diseñado por el arquitecto Victor Langlet.
La asamblea está dirigida por el presídium que consta de un presidente y, desde 2009, cinco vicepresidentes. Los parlamentarios se distribuyen en doce comisiones permanentes, así como en cuatro comisiones de procedimiento. Tres defensores del pueblo están directamente subordinados al parlamento: el Comité de Supervisión de la Inteligencia Parlamentaria y la Oficina del Auditor General.
El parlamentarismo se estableció en 1884, con el Storting operando una forma de "unicameralismo cualificado", en el que dividía a sus miembros en dos cámaras internas haciendo de Noruega un parlamento bicameral de facto. Tras una enmienda constitucional en 2007, esto fue abolido, entrando en vigor tras las elecciones de 2009, luego de cada elección se elegía a un cuarto de sus miembros para formar el Lagting, una especie de cámara alta, mientras que los tres cuartos restantes formaban el Odelsting, una cámara baja oficiosa. Desde entonces, la tramitación legal se resuelve en una única instancia.
Tras las elecciones de 2021, diez partidos lograron tener representación en el parlamento: el Partido Laborista (48 representantes), el Partido Conservador (36), el Partido de Centro (28), el Partido del Progreso (21), el Partido de la Izquierda Socialista (13), el Partido Rojo (8), el partido liberal Venstre (8), el Partido Verde (3), el Partido Demócrata Cristiano (3) y el partido Enfoque en el paciente (1). Desde 2021, Eva Kristin Hansen es la presidenta del Storting.

## Historia
El parlamento en su forma actual se constituyó por primera vez en Eidsvoll en 1814, aunque sus orígenes se remontan al allting, ya en el siglo IX, un tipo de thing o asamblea común de hombres libres en las sociedades germánicas que se reunían en un lugar llamado thingstead y eran presididos por letrados. En los thingstead se discutían asuntos jurídicos y políticos. Poco a poco se fueron formalizando, de modo que los thingstead se convirtieron en reuniones regionales y adquirieron el respaldo y la autoridad de la Corona, hasta el punto de que en ocasiones fueron decisivas para efectuar cambios en la propia monarquía.
A medida que las leyes orales se codificaron y Noruega se unificó como entidad geopolítica en el siglo X, los lagtings ("things relacionados con la ley") se establecieron como asambleas regionales superiores. A mediados del siglo XIII, las entonces arcaicas asambleas regionales, el Frostating, el Gulating, el Eidsivating y el Borgarting, se amalgamaron y el corpus de la ley se estableció bajo el mando del rey Magnus Lagabøte. Esta jurisdicción siguió siendo importante hasta que el rey Federico III proclamó la monarquía absoluta en 1660; esto se ratificó con la aprobación de la Real Acta de 1665, que se convirtió en la constitución de la Unión de Dinamarca y Noruega y se mantuvo así hasta 1814 y la fundación del Storting.

### Segunda Guerra Mundial
El 27 de junio de 1940 el presídium firmó un llamamiento al rey Haakon, solicitando su abdicación. (El presídium estaba formado entonces por los presidentes y vicepresidentes del parlamento, Odelstinget y Lagtinget. Ivar Lykke entró en funciones (según el mandato) en lugar del presidente en el exilio, C. J. Hambro; Lykke fue uno [de los seis] que firmaron).
En septiembre de 1940, los representantes fueron convocados en Oslo y votaron a favor de los resultados de las negociaciones entre el presidium y las autoridades de los invasores alemanes. (92 votaron a favor y 53 en contra). Sin embargo, las directivas de Adolf Hitler dieron lugar a la obstrucción del "acuerdo de cooperación entre el parlamento y [la] fuerza de ocupación".

### Unicameralismo cualificado (1814-2009)
El Storting siempre ha sido unicameral de jure, pero antes de una enmienda constitucional en 2009 era bicameral de facto. Tras las elecciones, el Storting elegía a una cuarta parte de sus miembros para formar el Lagting, una especie de "cámara alta" o cámara revisora y las tres cuartas partes restantes formaban el Odelsting o "cámara baja". La división también se utilizaba en muy raras ocasiones en casos de impugnación. La idea original en 1814 era probablemente que el Lagting actuara como una verdadera cámara alta, y que los miembros más veteranos y experimentados del Storting fueran colocados allí. Sin embargo, posteriormente la composición del Lagting se asemejó a la del Odelsting, de modo que había muy poco que los diferenciara y la aprobación de un proyecto de ley en el Lagting era sobre todo una formalidad.

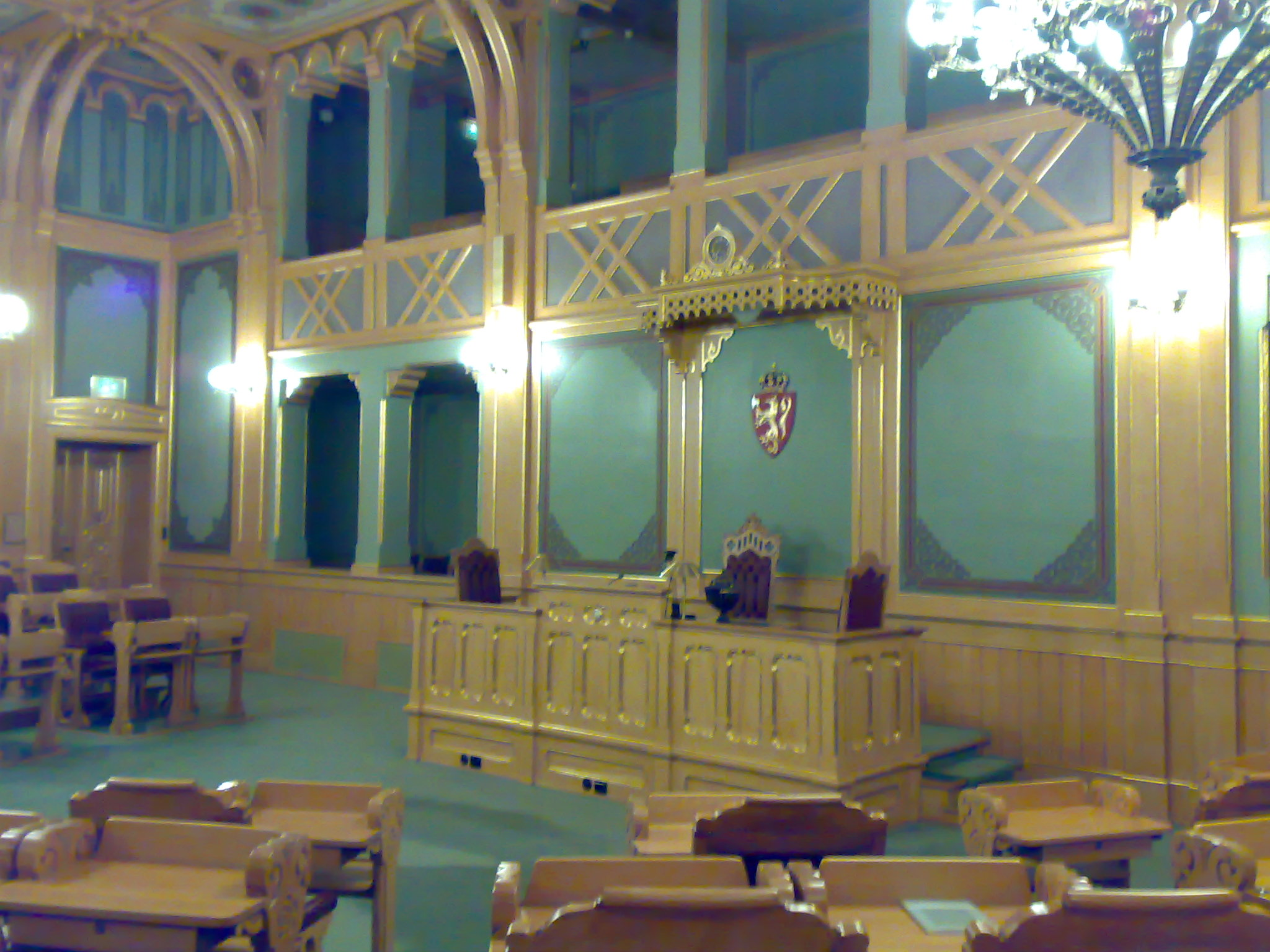
La sala del Lagting, que también sirve de sala de reuniones para el grupo parlamentario del Partido Demócrata Cristiano. El Lagting dejó de funcionar en 2009.

Los proyectos de ley eran presentados por el Gobierno al Odelsting o por un miembro del Odelsting; los miembros del Lagting no podían proponer legislación por sí mismos. Una comisión permanente, con miembros tanto del Odelsting como del Lagting, examinaba entonces el proyecto de ley y en algunos casos se celebraban audiencias. Si el Odelsting lo aprobaba, el proyecto de ley se enviaba al Lagting para su examen o revisión. La mayoría de los proyectos de ley eran aprobados sin enmiendas por el Lagting y luego se enviaban directamente al rey para su aprobación real. Si el Lagting modificaba el proyecto del Odelsting, el proyecto se devolvía al Odelsting. Si el Odelsting aprobaba las enmiendas del Lagting, el proyecto de ley era firmado por el Rey. Si no lo hacía, el proyecto volvía al Lagting. Si el Lagting seguía proponiendo enmiendas, el proyecto de ley se sometía a una sesión plenaria del Storting. Para ser aprobado, el proyecto de ley requería la aprobación de una mayoría de dos tercios del pleno. En todos los demás casos, bastaba con una mayoría simple. Debían pasar tres días entre cada votación de una cámara sobre un proyecto de ley. En todos los demás casos, como los impuestos y la asignación de recursos, el Storting se reunía en sesión plenaria.
En 2004 se presentó una propuesta para modificar la Constitución y abolir el Odelsting y el Lagting, que fue aprobada por el Storting el 20 de febrero de 2007 (159-1 con nueve ausencias). Entró en vigor con el nuevo Storting elegido en 2009.

### Número de escaños
El número de escaños del Storting ha variado a lo largo de los años. En 1882 había 114 escaños, pasando a 117 en 1903, 123 en 1906, 126 en 1918, 150 en 1921, 155 en 1973, 157 en 1985, 165 en 1989 y 169 a partir de 2005.

## Procedimiento

### Legislativo

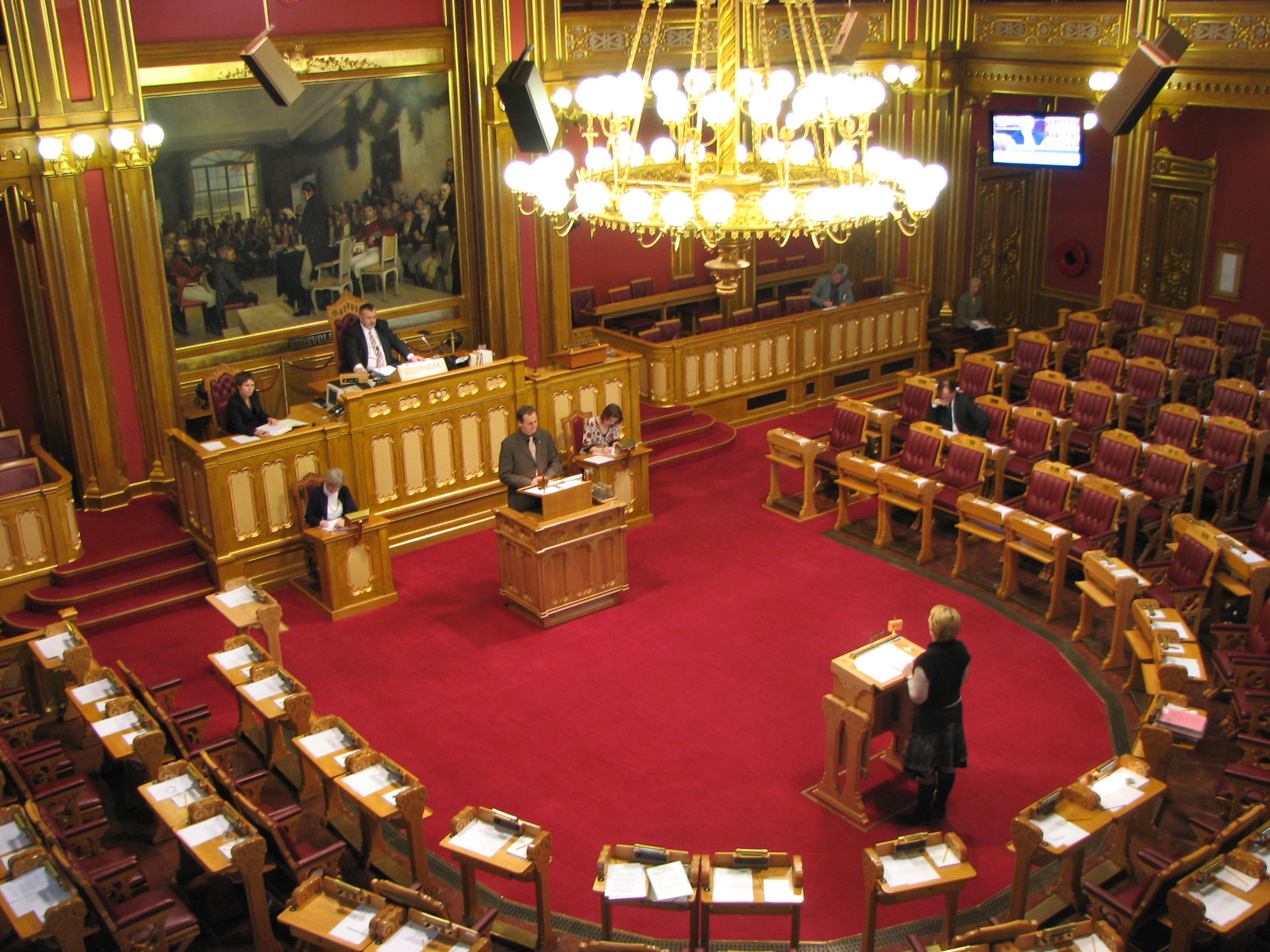
Realización de una interpelación (spørretimen) dentro del hemiciclo del edificio.

El procedimiento legislativo atraviesa cinco etapas. En primer lugar, se presenta un proyecto de ley en el parlamento por un miembro del gobierno o, en el caso de un proyecto de ley de miembro particular, por cualquier representante individual. El parlamento remite el proyecto de ley a la comisión permanente correspondiente, donde se somete a un examen detallado en la fase de comisión. La primera lectura tiene lugar cuando el parlamento debate la recomendación de la comisión y luego se somete a votación. Si el proyecto de ley es rechazado, el procedimiento termina. La segunda lectura tiene lugar al menos tres días después de la primera lectura, en la que el parlamento vuelve a debatir el proyecto de ley. Se realiza una nueva votación y, si se aprueba, el proyecto de ley se presenta al Rey en Consejo para su aprobación real. Si el parlamento llega a una conclusión diferente durante la segunda lectura, se celebrará una tercera lectura al menos tres días después, repitiendo el debate y la votación y podrá adoptar las enmiendas de la segunda lectura o desestimar finalmente el proyecto de ley.

### Aprobación real
Una vez que el proyecto de ley ha llegado al Rey en Consejo, el proyecto debe ser firmado por el monarca y refrendado por el primer ministro. Entonces se convierte en ley noruega a partir de la fecha indicada en la ley o una decidida por el gobierno.
Los artículos 77-79 de la Constitución noruega conceden específicamente al Rey de Noruega el derecho a negar el consentimiento real a cualquier proyecto de ley aprobado por el Storting. Sin embargo, este derecho nunca ha sido ejercido por ningún monarca noruego desde la disolución de la unión entre Noruega y Suecia en 1905 (aunque sí lo ejercieron los monarcas suecos antes de esa fecha cuando gobernaban Noruega). En caso de que el rey decida ejercer este privilegio, el artículo 79 establece un medio por el cual su veto puede ser anulado si el Storting aprueba el mismo proyecto de ley después de unas elecciones generales:
"Si un proyecto de ley ha sido aprobado sin modificaciones por dos sesiones del Storting, constituidas después de dos elecciones sucesivas distintas y separadas entre sí, por al menos, dos sesiones intermedias del Storting, sin que ningún Storting haya aprobado un proyecto de ley discordante en el período comprendido entre la primera y la última adopción y se presenta entonces al Rey con la petición de que Su Majestad no deniegue su asentimiento a un proyecto de ley que, tras la más madura deliberación, el Storting considere beneficioso, se convertirá en ley aunque el consentimiento real no se conceda antes de que el Storting entre en receso".

## Organización

### Presídium
El presídium está encabezado por la presidenta del Storting y está formado por ella y cinco vicepresidentes del Storting. El sistema con cinco vicepresidentes se implantó en 2009. Previamente, había un único titular del cargo.
| Cargo                  | Titular           | Formación | Formación |
| ---------------------- | ----------------- | --------- | --------- |
| Presidente             | Masud Gharahkhani |           | Ap        |
| Vicepresidente Primero | Svein Harberg     |           | H         |
| Vicepresidente Segundo | Nils T. Bjørke    |           | Sp        |
| Vicepresidente Tercero | Morten Wold       |           | FrP       |
| Vicepresidenta Cuarta  | Kari Henriksen    |           | Ap        |
| Vicepresidenta Quinta  | Ingrid Fiskaa     |           | SV        |
| Fuente: Storting       |                   |           |           |

### Comisiones permanentes
Los parlamentarios están repartidos en doce comisiones permanentes, de las cuales once están relacionadas con temas políticos específicos. La última es la Comisión Permanente de Control y Asuntos Constitucionales. Las comisiones permanentes tienen una cartera que abarca la de uno o varios ministros del Gobierno.
| Comisiones del Storting      |             |                        |                          |                         |
| Comisión                     | Presidencia | Presidencia            | Vicepresidencia Primera  | Vicepresidencia Segunda |
| Comisiones permanente        |             |                        |                          |                         |
| Trabajo y Asuntos Sociales   |             | Freddy André Øvstegård | Per Olaf Lundteigen      | Per Vidar Kjølmoen      |
| Energía y Medio Ambiente     |             | Ingvild Kjerkol        | Kjell Ingolf Ropstad     | Sofie Marhaug           |
| Familia y Cultura            |             | Grunde Almeland        | Tage Pettersen           | Åslaug Sem-Jacobsen     |
| Finanzas                     |             | Tuva Moflag            | Tina Bru                 | Åslaug Sem-Jacobsen     |
| Salud y Atención Sanitaria   |             | Tone Wilhelmsen Trøen  | Truls Vasvik             | Bård Hoksrud            |
| Justicia                     |             | Helge André Njåstad    | Hadia Tajik              | Mari Holm Lønseth       |
| Municipal y Administrativo   |             | Sverre Myrli           | Erlend Wiborg            | Heidi Greni             |
| Control y Constitucional     |             | Peter Frølich          | Frode Jacobsen           | Svein Harberg           |
| Industria                    |             | Erling Sande           | Kari Elisabeth Kaski     | Rune Støstad            |
| Transporte y Comunicaciones  |             | Sigbjørn Gjelsvik      | Frank Edvard Sve         | Trond Helleland         |
| Educación e Investigación    |             | Hege Bae Nyholt        | Marit Knutsdatter Strand | Elise Waagen            |
| Asuntos Exteriores y Defensa |             | Ine Eriksen Søreide    | Nils-Ole Foshaug         | Guri Melby              |
| Europa                       |             | Ine Eriksen Søreide    | Vacante                  | Vacante                 |

### Otras comisiones
Hay otras cuatro comisiones, que funcionan en paralelo a las comisiones permanentes. La Comisión Ampliada de Asuntos Exteriores está formada por miembros de la Comisión Permanente de Asuntos Exteriores y Defensa, el presídium y los líderes parlamentarios. La comisión discute con el gobierno cuestiones importantes relacionadas con los asuntos exteriores, la política comercial y la seguridad nacional. Los debates son confidenciales. La Comisión Europea está formada por los miembros de la Comisión Permanente de Asuntos Exteriores y Defensa y la delegación parlamentaria para el Espacio Económico Europeo (EEE) y la Asociación Europea de Libre Comercio (AELC). La comisión mantiene conversaciones con el Gobierno sobre las directivas de la Unión Europea.
La Comisión Electoral está formada por 37 miembros y se encarga de las elecciones internas del Parlamento, así como de delegar y negociar la asignación de partidos y representantes en el presídium, las comisiones permanentes y otras comisiones. La Comisión Preparatoria de Credenciales tiene 16 miembros y es responsable de aprobar la elección.

### Organismos designados
Cinco organismos públicos son nombrados por el Parlamento y no por el Gobierno. La Oficina del Auditor General es el auditor de todas las ramas de la administración pública y se encarga de auditar, supervisar y asesorar todas las actividades económicas del Estado. El Defensor Parlamentario del Pueblo es un defensor del pueblo responsable de la administración pública. Puede investigar cualquier asunto público que no haya sido tramitado por un órgano electo, los tribunales o dentro del ejército. El Defensor del Pueblo de las Fuerzas Armadas es un ombudsman responsable de los militares. El Defensor del Pueblo de los Servidores Nacionales Civiles es responsable de las personas que prestan el servicio nacional civil. La Comisión Parlamentaria de Supervisión de la Inteligencia es un órgano de siete miembros encargado de supervisar los servicios públicos de inteligencia, vigilancia y seguridad. El Parlamento también nombra a los cinco miembros del Comité Noruego del Nobel que otorgan el Premio Nobel de la Paz.

### Administración
El Parlamento cuenta con una administración de unas 450 personas, dirigida por la directora del Storting, Marianne Andreassen, que asumió el cargo en 2018. También actúa como secretaria del presídium.

### Grupos parlamentarios
Cada partido con representación parlamentaria tiene un grupo parlamentario. Está dirigido por una junta y presidido por un líder parlamentario. Es habitual que el líder del partido actúe también como líder parlamentario, pero como los líderes de los partidos del gobierno suelen ser ministros, los partidos del gobierno eligen a otros representantes como sus líderes parlamentarios. La tabla refleja los resultados de las elecciones de septiembre de 2021.
| Grupo parlamentario | Grupo parlamentario  | Grupo parlamentario    | Líder                   | Escaños |
| ------------------- | -------------------- | ---------------------- | ----------------------- | ------- |
|                     | Laborista            | Laborista              | Rigmor Aasrud           | 48      |
|                     | Conservador          | Conservador            | Erna Solberg            | 36      |
|                     | Centro               | Centro                 | Marit Arnstad           | 28      |
|                     | Progreso             | Progreso               | Sylvi Listhaug          | 21      |
|                     | Izquierda Socialista | Izquierda Socialista   | Kirsti Bergstø          | 13      |
|                     | Rojo                 | Rojo                   | Marie Sneve Martinussen | 8       |
|                     | Venstre              | Venstre                | Guri Melby              | 8       |
|                     | Verde                | Verde                  | Une Aina Bastholm       | 3       |
|                     | Demócrata Cristiano  | Demócrata Cristiano    | Olaug Vervik Bollestad  | 3       |
|                     |                      | Enfoque en el Paciente | Irene Ojala             | 1       |
| Fuente: Storting    |                      |                        |                         |         |

## Elecciones
Los miembros del Storting se eligen según la representación proporcional de las listas de partidos en circunscripciones con múltiples escaños. Esto significa que en cada circunscripción se eligen representantes de diferentes partidos políticos. Las circunscripciones son idénticas a los 11 condados de Noruega. El electorado no vota por individuos, sino por listas de partido, con una lista clasificada de candidatos designados por el partido. Esto significa que la persona que encabeza la lista obtendrá el escaño a menos que el votante altere la papeleta. Los partidos pueden proponer candidatos de fuera de su circunscripción e incluso ciudadanos noruegos que vivan en el extranjero.
El método Sainte-Laguë se utiliza para asignar los escaños parlamentarios a los partidos. Como resultado, el porcentaje de representantes es aproximadamente igual al porcentaje de votos a nivel nacional. Sin embargo, un partido con un alto número de votos en una sola circunscripción puede obtener un escaño allí, aunque el porcentaje nacional sea bajo. Esto ha ocurrido varias veces en la historia de Noruega. A la inversa, si la representación inicial de un partido en el Storting es proporcionalmente inferior a su porcentaje de votos, el partido puede obtener más representantes mediante la nivelación de escaños, siempre que el porcentaje a nivel nacional esté por encima del umbral electoral, actualmente en el 4%. En 2009, se asignaron diecinueve escaños mediante el sistema de nivelación. Las elecciones se celebran cada cuatro años (en los años impares que se producen después de un año divisible por cuatro), normalmente el segundo lunes de septiembre.
A diferencia de la mayoría de los demás parlamentos, el Storting siempre cumple su mandato completo de cuatro años; la Constitución no permite la celebración de elecciones anticipadas. Los suplentes de cada diputado se eligen al mismo tiempo que cada elección, por lo que las elecciones parciales son poco frecuentes.
Noruega cambió sus elecciones parlamentarias de distritos uninominales decididos por segunda vuelta a distritos plurinominales con representación proporcional en 1919.

### Resultado de las elecciones de 2021
|  | 26.3 % |

|  | 20.4 % |

|  | 13.5 % |

|  | 11.6 % |

|  | 7.6 % |

|  | 4.7 % |

|  | 4.6 % |

|  | 3.9 % |

|  | 3.8 % |

|  | 1.1 % |

|  | 0.6 % |

|  | 0.4 % |

|  | 0.3 % |

|  | 0.3 % |

|  | 0.2 % |

|  | 0.2 % |

|  | 0.2 % |

|  | 0.1 % |

|  | 0.1 % |

|  | 0.1 % |

|  | 0.0 % |

|  | 0.0 % |

|  | 0.0 % |

|  | 0.0 % |

|  | 0.0 % |

|  | 0.0 % |

|  | 99.2 % |

|  | 0.6 % |

|  | 0.1 % |

|  | 100.0 % |

|  | 22.8 % |

|  | 77.2 % |

## Composición histórica
| 5 | 48 | 7    | 10 | 47 |
| A | V  | Otr. | M  | H  |

| 10 | 73 | 4    | 36  |
| A  | V  | Otr. | H-M |

| 13 | 46 | 23 | 41 |
| A  | V  | F  | H  |

| 23 | 6 | 70 | 4    | 20 |
| A  | R | V  | Otr. | H  |

| 19 | 6 | 74 | 4    | 20 |
| A  | R | V  | Otr. | H  |

| 18 | 51 | 7    | 10 | 40 |
| A  | V  | Otr. | F  | H  |

| 29 | 8 | 17 | 37 | 15 | 42 |
| A  | L | S  | V  | F  | H  |

| 6 | 24 | 8 | 22 | 34 | 11 | 43 |
| K | A  | L | S  | V  | F  | H  |

| 59 | 26 | 30 | 6    | 29 |
| A  | S  | V  | Otr. | H  |

| 47 | 25 | 33 | 6    | 39 |
| A  | S  | V  | Otr. | H  |

| 69 | 23 | 24 | 4    | 30 |
| A  | S  | V  | Otr. | H  |

| 70 | 18 | 23 | 3  | 36 |
| A  | S  | V  | O. | H  |

| 11 | 76 | 10 | 20 | 8   | 25 |
| K  | A  | S  | V  | KrF | H  |

| 85 | 12 | 21 | 9   | 23 |
| A  | S  | V  | KrF | H  |

| 77 | 14 | 15 | 3  | 14  | 26 |
| A  | S  | V  | O. | KrF | H  |

| 78 | 15 | 15 | 12  | 29 |
| A  | S  | V  | KrF | H  |

| 74 | 16 | 14 | 15  | 29 |
| A  | S  | V  | KrF | H  |

| 68 | 18 | 18 | 13  | 31 |
| A  | S  | V  | KrF | H  |

| 74 | 20 | 13 | 14  | 29 |
| A  | S  | V  | KrF | H  |

| 16 | 62 | 21 | 7  | 20  | 29 |
| SV | A  | S  | O. | KrF | H  |

| 76 | 12 | 4  | 22  | 41 |
| A  | S  | O. | KrF | H  |

| 68 | 11 | 10   | 15  | 53 |
| A  | S  | Otr. | KrF | H  |

| 71 | 12 | 8    | 16  | 50 |
| A  | S  | Otr. | KrF | H  |

| 17 | 63 | 11 | 14  | 37 | 22  |
| SV | A  | S  | KrF | H  | FrP |

| 13 | 67 | 32 | 13  | 28 | 10  |
| SV | A  | S  | KrF | H  | FrP |

| 9  | 65 | 11 | 6 | 25  | 23 | 25  |
| SV | A  | S  | V | KrF | H  | FrP |

| 23 | 43 | 10 | 22  | 38 | 26  |
| SV | A  | S  | KrF | H  | FrP |

| 15 | 61 | 11 | 10 | 11  | 23 | 38  |
| SV | A  | S  | V  | KrF | H  | FrP |

| 11 | 64 | 11 | 10  | 30 | 41  |
| SV | A  | S  | KrF | H  | FrP |

| 7  | 55 | 10 | 9 | 10  | 48 | 29  |
| SV | A  | S  | V | KrF | H  | FrP |

| 11 | 49 | 19 | 8 | 8   | 45 | 27  |
| SV | A  | S  | V | KrF | H  | FrP |

| 8 | 13 | 48 | 28 | 7    | 8 | 36 | 21  |
| R | SV | A  | S  | Otr. | V | H  | FrP |

a El mínimo para ser representado en la columna de resultados es haber obtenido seis escaños o más. Si una formación no alcanza este umbral, será agrupada bajo la categoría de "Otros".

## Edificio

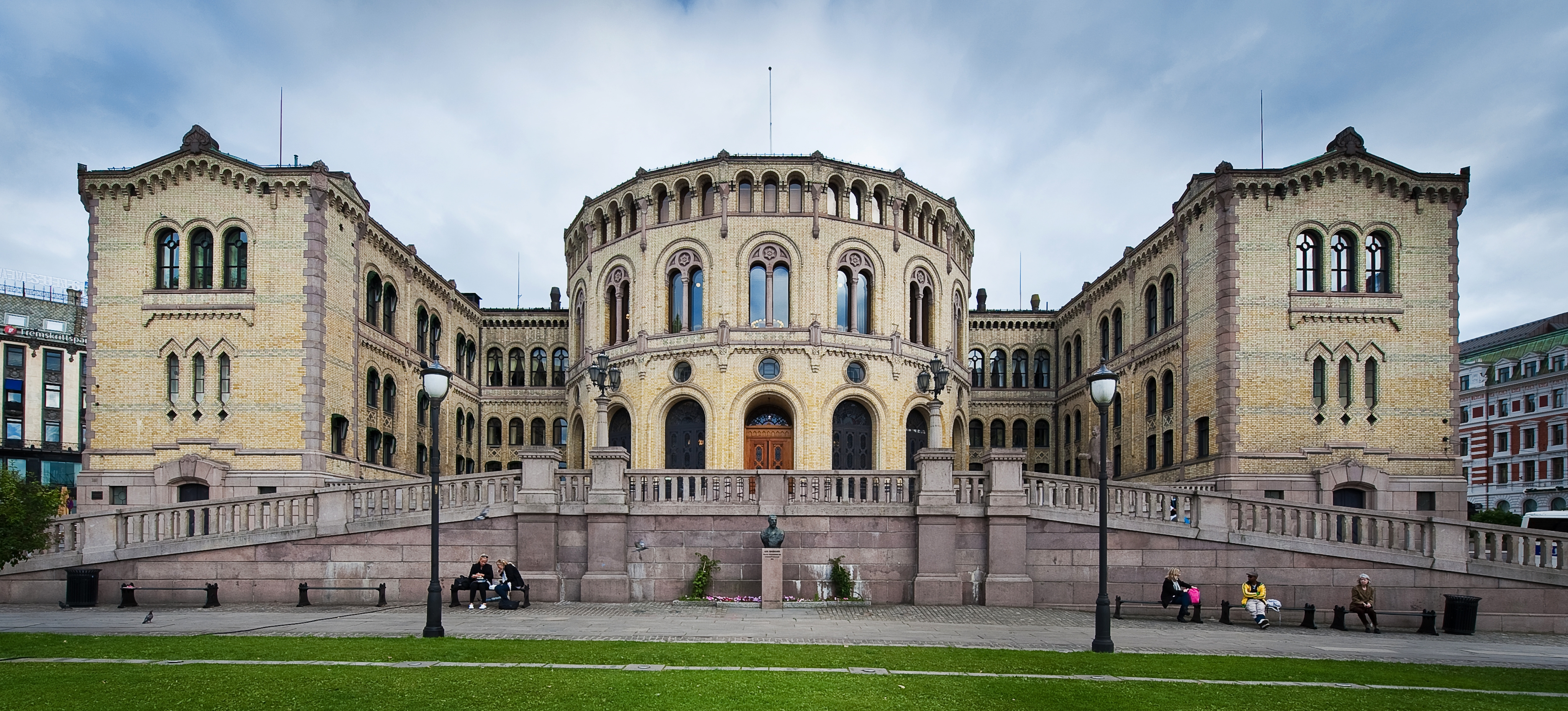
Vista exterior del Edificio del Storting

Desde el 5 de marzo de 1866, el parlamento se reúne en el edificio del Storting, en la calle Karl Johans 22 de Oslo. El edificio fue diseñado por el arquitecto sueco Emil Victor Langlet y está construido en ladrillo amarillo con detalles y zócalo en granito gris claro. Es una combinación de varios estilos, incluyendo inspiraciones de Francia e Italia. El parlamento también incluye oficinas y salas de reuniones en los edificios cercanos, ya que, el Edificio del Storting es demasiado pequeño para albergar a todo el personal actual de la legislatura. Los edificios de Akersgata 18, calle Prinsens 26, Akersgata 21, Tollbugata 31 y Nedre Vollgate 18 también albergan al personal parlamentario y a los diputados.